# Singularidade nua
Na relatividade geral, uma singularidade nua é uma singularidade gravitacional carente de horizonte de eventos. A singularidades nos buracos negros estão sempre circundadas por uma área que impede a fuga da luz e por isto é impossível sua observação direta. Uma singularidade nua, pelo contrário, seria um ponto do espaço onde a densidade é infinita e que ainda seria (daí a adjetivação) observável do exterior.